# 始兴 (高开道)
始兴（或作天成，618年十二月—624年二月）：隋朝末期唐朝初期領袖，燕政權高开道的年号，歷時5年餘。

## 纪年
| 始兴 | 元年  | 二年  | 三年  | 四年  | 五年  | 六年  | 七年  |
| ---- | ----- | ----- | ----- | ----- | ----- | ----- | ----- |
| 公元 | 618年 | 619年 | 620年 | 621年 | 622年 | 623年 | 624年 |
| 干支 | 戊寅  | 己卯  | 庚辰  | 辛巳  | 壬午  | 癸未  | 甲申  |

## 參看
- 中国年号索引
  - 其他使用始兴年號的政權
- 同期存在的其他政权年号
  - 皇泰（618年五月—619年四月）：隋朝政权杨侗年号
  - 昌達（615年十二月—619年閏二月）：隋朝時期楚政權朱粲年号
  - 太平（616年十二月—622年十月）：隋朝末期唐朝初期領袖，楚政權林士弘年号
  - 五凤（618年十一月—621年五月）：隋朝時期夏政權窦建德年号
  - 永平（617年二月—618年十二月）：隋朝時期魏政權李密年号
  - 天兴（617年三月—620年四月）：隋朝時期刘武周年号
  - 永隆（618年—628年四月）：隋朝時期梁政權梁師都年号
  - 天壽（618年九月—619年二月）：隋朝時期許政權宇文化及年号
  - 安乐（617年七月—619年五月）：隋朝時期涼政權李軌年号
  - 法輪（618年十二月）：隋朝時期齊政權高曇晟年号
  - 开明（619年四月—621年五月）：隋朝時期鄭政權王世充年号
  - 延康（619年九月—620年十二月）：隋朝時期梁政權沈法兴年号
  - 明政（619年九月—621年十一月）：隋朝時期吳政權李子通年号
  - 天造（622年正月—623年正月）：隋朝時期刘黑闼年号
  - 天明（623年八月—624年三月）：唐朝初期領袖，輔公祏年号
  - 進通（623年）：唐朝初期領袖，王摩沙年号
  - 武德（618年五月—626年十二月）：唐朝政权唐高祖李淵年号
  - 义和（614年—619年）：高昌政权年号
  - 重光（620年—623年）：高昌君主麴伯雅政权年号
  - 延壽（624年—640年）：高昌政权麴文泰年号
  - 建福（584年—634年）：新羅真平王之年號